# La Taha
La Taha ist eine 1975 neu gebildete Gemeinde in der spanischen Provinz Granada im südlichen Andalusien. Die sieben Dörfer der Großgemeinde liegen auf rund 950 bis 1.400 m Höhe in den Alpujarras, einer der Sierra Nevada im Süden vorgelagerten Gebirgsregion. La Taha hatte 2024 759 Einwohner, die auf einer Fläche von 25,59 km² leben.
La Taha besteht aus dem Zusammenschluss der vorher selbständigen Gemeinden Capilerilla, Pitres, Mecina, Mecinilla, Fondales, Ferreirola und Atalbéitar. Diese sieben Dörfer gehörten zum früheren Taha de Ferreira aus der maurischen Zeit, dazu kamen außerdem die heute selbständigen Gemeinden Pórtugos und Busquístar, sowie der nicht mehr existierende Ort Aylacar.

## Geschichte
Aus archäologischen Funden ist bekannt, dass die Alpujarras schon im Neolithikum besiedelt waren. Nach den Römern kamen die Westgoten, doch erst unter den Arabern ab 771 entwickelten sich die Orte durch die Terrassierung der Berghänge und die Entwicklung eines ausgeklügelten Bewässerungssystems zu größerer Bedeutung. Im 13. Jahrhundert teilten die nun von Granada aus herrschenden Nasriden ihr Gebiet in Tahas genannte größere Gemeindebezirke ein. Aufgrund der abgeschiedenen Lage der Alpujarras zogen sich 1492 viele Muslime nach der Eroberung Granadas durch die Katholischen Könige hierher zurück, doch schon im Jahr 1500 kam es zu Aufständen gegen die spanischen Unterdrücker. Nach der Niederschlagung des Moriskenaufstands wurden die überlebenden Muslime ausgewiesen und die entvölkerten Dörfer mit christlichen Bauern aus nördlichen Provinzen neu besiedelt, während andere verfielen. Unter den neuen Bewohnern wurde das arabische Bewässerungssystem nicht fortgeführt, die Region verlor zusehends an Bedeutung und geriet in Vergessenheit. In den letzten Jahren werden die Alpujarras und damit auch La Taha zunehmend vom Tourismus entdeckt. Von hier aus gibt es vielfältige Möglichkeiten zum Wandern, Bergsteigen und Mountainbiking, sowie als Ausgangspunkt zu Touren in den angrenzenden Nationalpark der Sierra Nevada.

## Sieben Dörfer

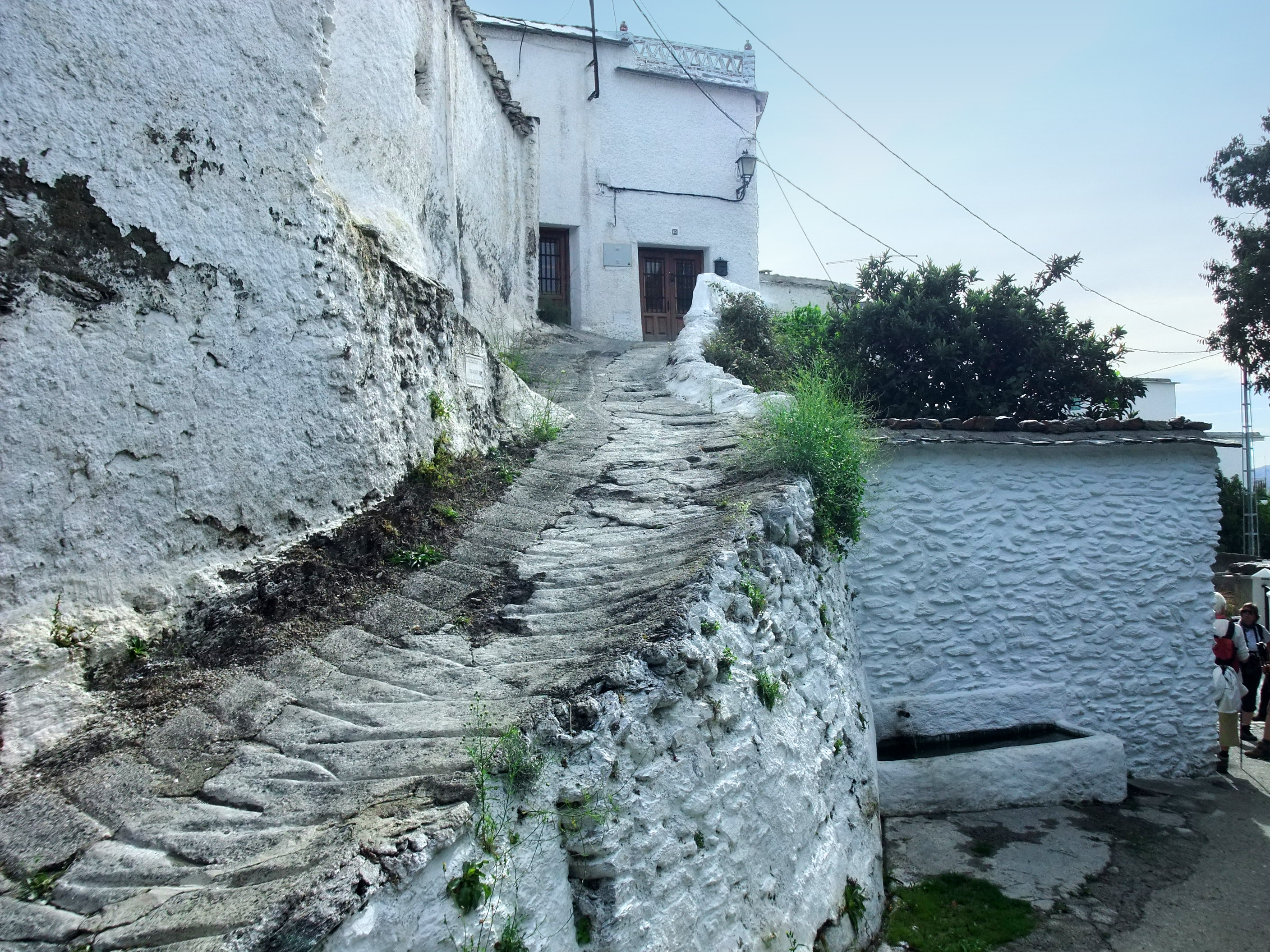
Straße in Pitres

Capilerilla ist mit etwa 30 Einwohnern der kleinste und mit 1.380 m der höchstgelegene Ort. Das Dorf liegt rund 1 km nördlich von Pitres, besitzt jedoch keinerlei Einkaufsmöglichkeiten. Vor einigen Jahren wurden hier die Überreste eines westgotischen Tempels aus dem 7. Jahrhundert entdeckt. Am ersten Wochenende im April wird die Fiesta de San Francisco gefeiert.
Pitres ist das größte der sieben Dörfer mit rund 400 Einwohnern und liegt auf 1.260 m Höhe. Hier gibt es das Rathaus, einen Supermarkt, eine Bäckerei, freitags einen Wochenmarkt, mehrere Restaurants und Bars und eine Bank mit Geldautomat. Mittelpunkt ist ein großer Platz mit der Kirche im Mudéjar-Stil. Sie wurde auf den Fundamenten einer ehemaligen Moschee erbaut und besitzt einen markanten Turm. Am zweiten Augustwochenende findet hier das große Sommerfest Fiesta de San Roque statt.
Mecina liegt etwa 1,5 km südlich von Pitres auf 1.030 m Höhe, bildete bis zur Eingemeindung nach La Taha eine politische Einheit mit Mecinilla und Fondales und ist mit insgesamt 176 Einwohnern das zweitgrößte Dorf. Hier befand sich der ehemalige öffentliche Waschplatz, dessen Umrisse heute noch zu erkennen sind. Am nahegelegenen Rio Bermejo liegen die Überreste einer alten arabischen Mühle, die als Zeugnis der mittelalterlichen arabischen Baukaunst in dieser Gegend gilt.
Mecinilla schließt sich unmittelbar an Mecina in südlicher Richtung an und liegt auf etwa 1.000 m Höhe. Das Dorf bildete bis zur Eingemeindung nach La Taha mit Mecina und Fondales eine politische Einheit. Am ersten Augustwochenende findet hier die Fiesta de San Cayetano statt.
Fondales liegt einige 100 m südöstlich von Mecinilla. Mit rund 950 m Höhe ist es der tiefstgelegene Ort der Gemeinde direkt am Rio Trevélez. Das Dorf bildete bis zur Eingemeindung nach La Taha im Jahr 1975 eine politische Einheit mit Mecina und Mecinilla. Sehenswert sind die mittelalterliche Römische Brücke über den Rio Trevélez und die beiden Zisternen von Campuzano und Aljibillo aus dem 12. bis 14. Jahrhundert. In der Nähe am Fluss sind zahlreiche ehemalige Öl- und Kornmühlen zu finden mit Namen wie Molino del Sol (Sonnenmühle), Molino de los Berros (Brunnenkresse), Molino del Puente (Brücke), Molino de Camino de Pórtugos (Straße nach Pórtugos) oder Molino del Rio (Fluss). Am ersten Oktoberwochenende findet in Fondales die Fiesta de la Virgen de Rosario statt.
Ferreirola liegt etwa 1,5 km nordöstlich von Fondales auf etwa 1.000 m Höhe und wurde bis auf den Kirchturm zwischen Felsen versteckt erbaut. Der Ort ist Kreuzungspunkt mehrerer Wanderwege durch die Alpujarras, darunter die Rota Medieval (Mittelalter-Route). Von Bedeutung ist die Mineralwasserquelle (Fuente Gaseosa) am Ort, deren Wasser aufgrund des hohen Eisengehalts einen leicht bitteren Geschmack hat. Hier gab es früher ebenfalls einen öffentlichen Waschplatz und eine Badeanstalt. Das Dorf (dt. Eisenstätte) erhielt seinen Namen aufgrund der reichen Eisenerzvorkommen unter dem Dorf und in seiner Umgebung. Im Mai findet hier die Fiesta la Santa Cruz statt.
Atalbéitar liegt rund 1 km nordöstlich von Ferreirola auf 1.150 m Höhe und bildete bis zur Eingemeindung nach La Taha im Jahr 1975 eine politische Einheit mit Ferreirola. Der Ort scheint der zuletzt besiedelte aller sieben Dörfer zu sein, denn er war vor der maurischen Periode unbekannt. Traditionell lebten im Dorf Christen und Moslems zusammen. Es gibt hier eine Kirche mit einem kleinen rechteckigen Kirchenschiff und mit einem Dachstuhl versehen, der mehrfach erneuert wurde. Der Turm und die Sakristei schließen sich an und sind von einem Friedhof umgeben. Im Februar findet hier die Fiesta la Candeleria und am zweiten Wochenende im August die Fiesta de la Virgen Gracia statt.